# Tchibanga

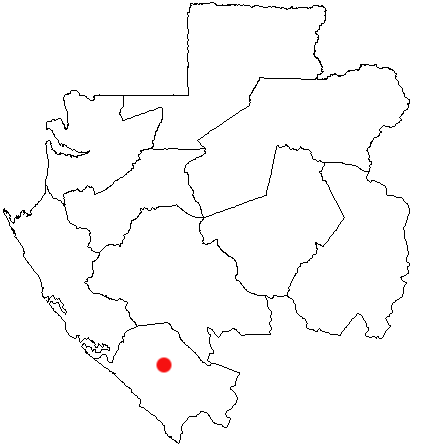
Localização de Tchibanga, no Gabão.

Tchibanga é a capital e maior cidade da província de Nyanga, no Gabão. No último censo realizado em 1993 possuía 14.054 habitantes.